# Repubblica di Hatay
La Repubblica di Hatay, conosciuta anche come Stato di Hatay, in turco: Hatay Devleti, in francese: État du Hatay, in arabo: دولة هتاي), è stata un'entità politica di breve durata, circa 9 mesi, dal 1938 al 1939, sorta nell'attuale omonima provincia turca.
È stata un'entità politica transitoria esistita ufficialmente dal 7 settembre 1938 al 29 giugno 1939 nel Sangiaccato di Alessandretta del mandato francese della Siria.
Lo Stato fu trasformato ope legis nella provincia di Hatay il 23 luglio 1939.

## Storia

### Contesto
Il Sangiaccato di Alessandretta, formalmente parte del vilayet di Aleppo nell'Impero ottomano, fu occupato dalla Francia al termine della prima guerra mondiale e incluso nel mandato francese della Siria.

Mappa degli stati all'interno del mandato francese della Siria. In alto a sinistra è visibile il Sangiaccato di Alessandretta, compreso nello Stato di Aleppo.

Fu un sangiaccato autonomo dal 1921 al 1923, a seguito del trattato franco-turco del 20 ottobre 1921, stipulato per tutelare l'importante comunità turca presente insieme a quelle araba ed armena. In seguito venne prima annesso allo Stato di Aleppo e poi, dal 1925, allo Stato di Siria, pur mantenendo la propria autonomia amministrativa.
Il presidente della Repubblica di Turchia Mustafa Kemal Atatürk rifiutò di riconoscere tale territorio come parte del mandato francese e, in un discorso del 15 marzo 1923 ad Adana, sostenne che si trattava di "terra turca da 40 secoli" e che "non poteva restare prigioniera nelle mani dei nemici". L'intento dei politici turchi era quello di incorporare il sangiaccato di Alessandretta una volta scaduto il mandato francese nel 1935. Iniziò così nella regione un periodo di riforme sullo stile di Atatürk e nacquero numerose organizzazioni a favore dell'unificazione alla Turchia.
Alle elezioni del 1936 furono eletti due parlamentari indipendentisti (favorevoli cioè all'indipendenza della Siria dalla Francia): ciò provocò disordini e appassionati articoli sui giornali turchi e siriani. In particolare Zaki al-Arsuzi fu un influente oppositore dell'irredentismo turco.
In risposta a ciò il governo Atatürk coniò il nome Hatay per la regione (un riferimento agli ittiti ed ai regni regni siro-ittiti) e portò la "Questione di Hatay" (in turco Hatay Meselesi) alla Società delle Nazioni. Rappresentanti di Francia, Regno Unito, Paesi Bassi e Belgio furono perciò incaricati di redigere una costituzione per il sangiaccato. Il nuovo statuto entrò in vigore nel novembre 1937 e la regione fu definita "distinta ma non separata" dalla Siria sul piano diplomatico, e legata sia alla Turchia che alla Francia per le questioni difensive.

### Proclamazione dell'indipendenza

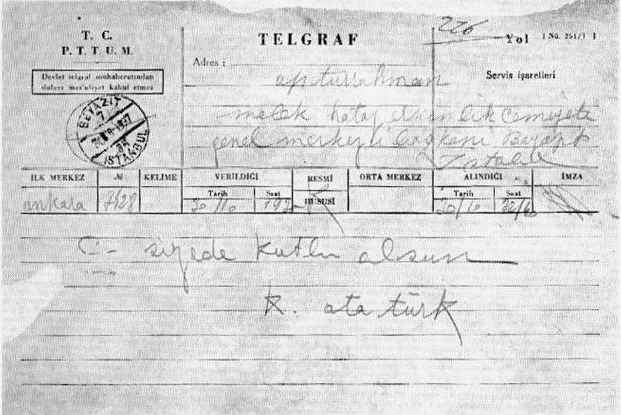
Telegramma di congratulazioni del presidente turco Atatürk per l'indipendenza di Hatay.

Il 22 luglio 1938, dopo la conclusione di un censimento degli elettori, svolto su base etnica, da parte delle autorità turche e francesi, venne istituita un'assemblea del sangiaccato. Il 6 settembre 1938 l'assemblea adottò una nuova costituzione, simile per molti aspetti a quella redatta dalla Società delle Nazioni: il territorio venne definito come uno Stato indipendente chiamato Hatay Devleti (Stato di Hatay), diviso tra Antakya e quattro distretti (İskenderun, Yayladağı, Kırıkhan e Reyhanlı). Il turco divenne la lingua ufficiale mentre il francese rimase come lingua secondaria, le scuole di arabo avrebbero potuto continuare a insegnarlo.
Il 7 settembre Hatay adottò la bandiera realizzata da Atatürk, il 6 febbraio adottò tutte le leggi turche e il 13 marzo rese la lira turca la valuta ufficiale.

### Annessione alla Turchia
Il 29 giugno 1939 il parlamento di Hatay votò la cessazione dell'esistenza dello Stato autonomo e stabilì l'unione alla Turchia. Il 7 luglio la Grande Assemblea Nazionale Turca approvò la legge che stabiliva la nascita della provincia di Hatay e le attribuiva alcuni distretti dalle province di Adana e Gaziantep. Entro il 23 luglio le autorità francesi abbandonarono Antakya e il territorio venne completamente annesso alla Turchia.

## Popolazione
Dal censimento francese del 1936 risultò una popolazione complessiva di 220.000 individui, di cui il 39% di etnia turca. Pur rappresentando il gruppo più consistente, tuttavia, i turchi erano secondi agli arabofoni (cioè arabi sunniti, alawiti e cristiani), che comprendevano il 46% degli abitanti.

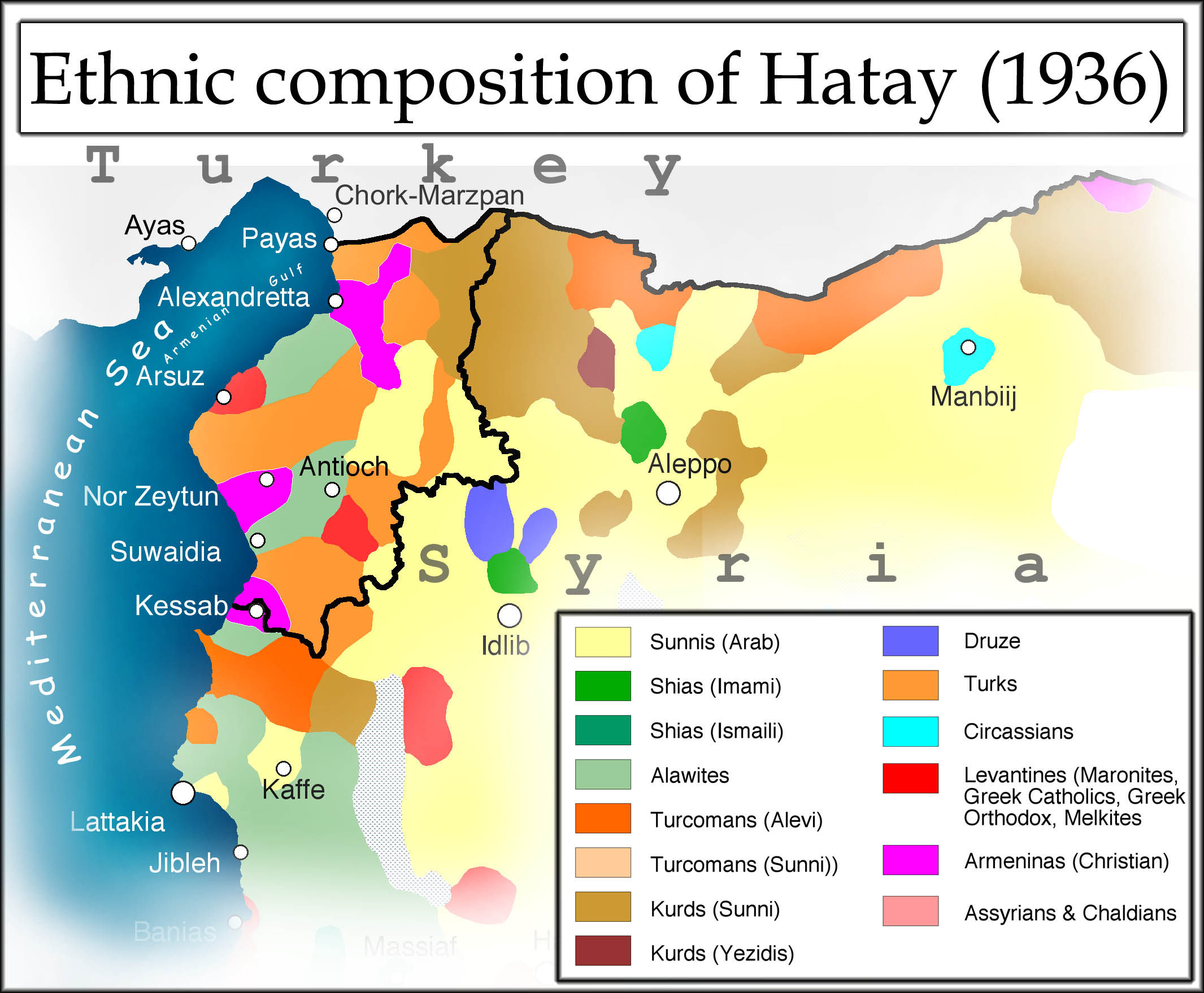
Etnie in Hatay nel 1936.

| Gruppo etnico         | Abitanti | %    |
| --------------------- | -------- | ---- |
| Turchi                | 85.800   | 39%  |
| Alawiti               | 61.600   | 28%  |
| Armeni                | 24.200   | 11%  |
| Arabi sunniti         | 22.000   | 10%  |
| Arabi cristiani       | 17.600   | 8%   |
| Adighè, ebrei e curdi | 8.800    | 4%   |
| Totale                | 220.000  | 100% |

## Nella cultura di massa

Bandiera immaginaria di Hatay nel film Indiana Jones e l'ultima crociata.

Nello Stato di Hatay è ambientato parte del film Indiana Jones e l'ultima crociata. Nella finzione cinematografica il Santo Graal viene rinvenuto in un antico tempio di Hatay, anche se in realtà le relative scene sono state girate presso le rovine di Petra, in Giordania. Escludendo nome e collocazione, tuttavia, i dettagli mostrati nel film sono stati romanzati: la bandiera è scorretta e lo Stato viene proposto come una monarchia retta da un sultano.